# Racomitrium phyllanthum
Racomitrium phyllanthum là một loài Rêu trong họ Grimmiaceae. Loài này được (Lindb. ex Broth.) Warnst. mô tả khoa học đầu tiên năm 1913.